# A837 road
Die A837 road ist eine A-Straße in der schottischen Council Area Highland. Sie ist Teil einer Verbindung quer durch die Northwest Highlands zwischen dem Dornoch Firth an der Ostküste Schottlands und dem Fischereihafen Lochinver an der Westküste.

## Verlauf
Die Straße beginnt an der Abzweigung von der A836 etwa an der Mündung des River Oykel in den Kopf des Dornoch Firth. Die Abzweigung liegt etwa einen Kilometer nördlich der kleinen Ortschaft Invershin und etwa 10 Kilometer südlich von Lairg. In Höhe des Abzweigs steht westlich der Straße der Menhir von Invershin Farm. Von der Abzweigung verläuft sie fast durchgängig in nordwestlicher Richtung quer durch die nordwestlichen Highlands in der Grafschaft Sutherland. Sie folgt zunächst dem Strath Oykel, dem Tal des gleichnamigen Flusses. In der dünnbesiedelten Gegend existieren lediglich einige Streusiedlungen. Bei Rosehall mündet die A839 ein, die eine Verbindung über Lairg bis an die Ostküste bei Golspie herstellt. Nach etwa 25 Kilometern verlässt die Straße allmählich und leicht ansteigend das Strath Oykel, um über eine flache Wasserscheide schließlich die Region Assynt und Ledmore Junction zu erreichen, wo die von Ullapool kommende A835 einmündet. Westlich von Ledmore Junction wird die Gegend vom eindrucksvollen Bergrücken des Suilven dominiert.

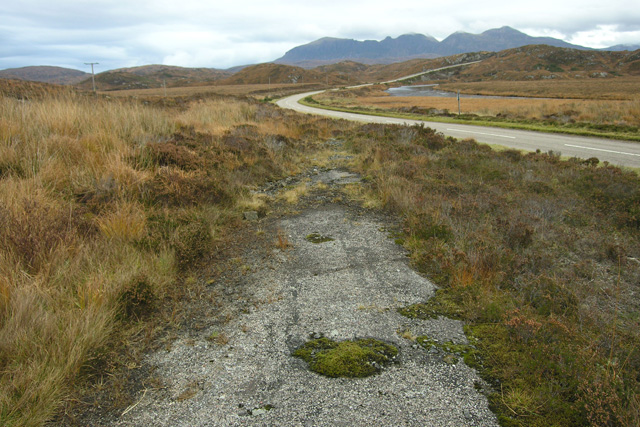
Alter Abschnitt der A837 bei Lochinver, im Hintergrund die verlegte und ausgebaute Straße

Ab Ledmore Junction wendet sich die A837 nach Norden und tritt nach etwa zwei Kilometern in das breite Tal des River Loanan ein, einem Zufluss von Loch Assynt. Etwa fünf Kilometer nach der kleinen Ortschaft Inchnadamph am Südende von Loch Assynt passiert die A837 die Ruinen von Calda House und Ardvreck Castle am Nordufer des Sees. Bei Skiag Bridge zweigt die A894 in Richtung Kylesku und Scourie ab, über die eine Verbindung bis an die schottische Nordküste bei Durness besteht. Die A837 wendet sich hier wieder nach Westen und verläuft weiter am Nordufer von Loch Assynt und dessen Ausfluss, dem River Inver bis nach Lochinver, dem Hauptort von Assynt. Kurz vor dem Ort zweigt nach Westen die schmale B869 ab, über die die Streusiedlungen bis hin zum Point of Stoer mit dem Old Man of Stoer erreicht werden können. Die A837 verläuft als Uferpromenade durch Lochinver und endet am Fischereihafen des Ortes.
Die A837 besitzt eine Gesamtlänge von 72,3 km. Weite Teile der Straße im Strath Oykel sind noch als Single track road ausgeführt. Der an die vollständig zweispurig ausgebaute A835 von Ullapool anschließende Abschnitt zwischen Ledmore Junction und Lochinver ist ebenfalls durchgehend zweispurig ausgebaut. Er wurde zudem an einigen Stellen begradigt, um die Anbindung des Hafens von Lochinver mit Lastkraftwagen zu gewährleisten.
Zwischen Ledmore Junction und der Einmündung der B869 kurz vor Lochinver ist die A837 Teil der Ferienstraße North Coast 500.